# Power Dynamos FC
Power Dynamos FC je zambijský fotbalový klub založený v roce 1985. Homecity (Domácí město) je Kitwe v Zambii. Hrají na hřišti Arthur Davis Stadium. Hrají Zambijskou fotbalovou ligu.

## Ocenění
Africký Pohár vítězů pohárů (1x)1991
Zambijská Premier Liga (8x)1984, 1991, 1994, 1997, 2000, 2011, 2023, 2025
Zambijský pohár (7x)1979, 1980, 1982, 1990, 1997, 2001, 2003.
Zambijský Coca Cola Cup (1x)2003